# 御船島

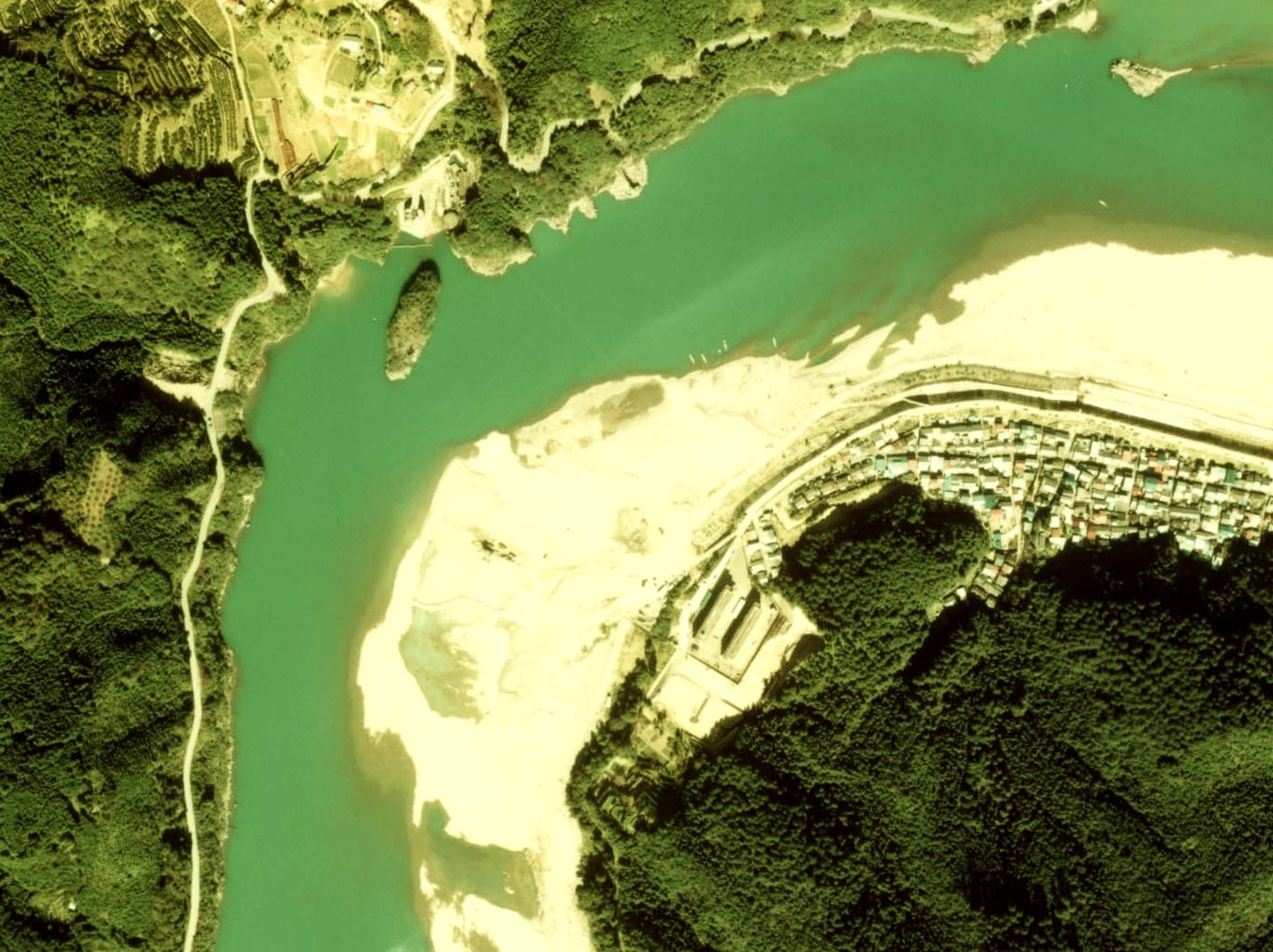
御船島付近の空中写真。
画像左下方向から右上方向に熊野川が流れ、中ほどにある楕円形の島が御船島である。右岸の市街地（新宮市）のすぐ東側（画像の外）に熊野速玉大社がある。
（1976年撮影）

御船島（みふねじま、御舟島）は、熊野川河口近くにある無人の川中島。堆積岩からなり、面積約2,200平方メートル、行政上は三重県南牟婁郡紀宝町に属する。
1キロメートルほど下流の対岸に鎮座する熊野速玉大社（和歌山県新宮市）の例大祭・熊野速玉祭の神事である御船祭では、神輿を奉じた神幸船の渡御に合わせて、この島の周りで早船の競漕が行われる。島には御船明神が祀られており、全体が熊野速玉大社の社地である。
国の史跡「熊野三山」（2000年〈平成12年〉11月2日指定、2002年〈平成14年〉12月19日分離・追加指定・名称変更）の一部。ユネスコの世界遺産『紀伊山地の霊場と参詣道』（2004年〈平成16年〉7月登録）の構成資産の一部。
2011年（平成23年）9月の台風12号に伴う大雨で島は濁流に飲み込まれ、繁茂していた樹木がなぎ倒される被害を受けた。このため同年の御船祭は中止された。災害から2年を経た2013年（平成25年）には樹木が再生した。

## 注
1. 1 2  「角川日本地名大辞典」編纂委員会 1983
2. ↑  上野 1998:22
3. ↑  豊島 1992:212
4. ↑   “熊野三山”. 国指定文化財等 データベース.   文化庁. 2010年6月12日閲覧。2002年（平成14年）12月19日、熊野三山が史跡「熊野参詣道」から分離・名称変更された際に、御船島を含む熊野速玉大社境内が追加指定された。文部科学省 (2002年11月15日). “史跡等の指定 等について”. 2010年6月13日閲覧。
5. ↑  世界遺産登録推進三県協議会 2005: 39,75
6. 1 2  「観光 台風の爪痕深く 三重南部 キャンセル相次ぐ 熊野古道、神事を中止」日本経済新聞2011年10月15日付朝刊、名古屋版社会面21ページ
7. ↑  宮崎園子 (2011年9月20日). “世界遺産の島にも台風禍 和歌山・熊野速玉大社”.  朝日新聞社. 2012年2月18日閲覧。
8. ↑  "御船島 いのち芽吹く―熊野速玉大社 16日「例大祭」"朝日新聞2013年10月4日付朝刊、熊野版29ページ

## 文献
- 上野 元、1998、「神馬渡御式と御船祭」、加藤 隆（編）『熊野三山信仰事典』、戎光祥出版 ISBN 4900901075
- 世界遺産登録推進三県協議会、2005、『世界遺産 紀伊山地の霊場と参詣道』、世界遺産登録推進三県協議会（和歌山県・奈良県・三重県）
- 豊島 修、1992、『死の国・熊野 - 日本人の聖地信仰』、講談社〈講談社現代新書〉
- 「角川日本地名大辞典」編纂委員会（編）、1983、『角川日本地名大辞典 24三重県』、角川書店 p. 1643 全国書誌番号:83035644